# Historia botaniki w Polsce
Władysław Szafer podzielił historię botaniki w Polsce na dziesięć okresów. Okresy I-III odpowiadają rozwojowi botaniki w innych krajach (ściśle powiązane z medycyną i farmacją), kiedy polska nauka stała niżej niż w krajach Europy Zachodniej. Kolejne są już specyficznie polskie (związane są z historią Polski), zaś trzech ostatnich Szafer nie opisał, ponieważ opisywanie ich historii byłoby „przedwczesne” (1967).
Okresy:
1. Okres pierwszy (czas nieokreślony) – wiedza botaniczna obejmuje ludowe nazwy roślin ważnych (użytecznych bądź szkodliwych) dla człowieka.
2. Okres średniowieczny (od XIV do początku XVI w.) – główne ośrodki: miasta śląskie, Kraków, Królewiec (częściowo); wiedza często gromadzona jako glossy na marginesach kodeksów medycznych (najczęściej polskie nazwy roślin); najważniejsze zapiski na kartach Herbariusa z 1485 r. (obserwacje fenologiczne dla Krakowa); przedstawiciele: Jan Stanko, Konrad Gesner, Jan Wels (?-1498).
3. Okres odrodzenia (początek XVI do XVII) – początkowo cechy botaniki średniowiecznej – przedstawiciele: Szymon z Łowicza (ok. 350 polskich nazwy roślin w tłumaczeniu poematu Aemilius Macer de herbarum virtutibus), Stefan Falimierz (polskojęzyczne, ale nieoryginalne dzieło O ziołach i mocy ich...), Marcin Siennik (tłumaczenia na polski, z dodaniem polskich nazw roślin, dzieła Matthiola), Hieronim Spiczyński (nieoryginalne dzieło O ziołach tutejszych i zamorskich); następnie cechy przejściowe – przedstawiciele: Antonio Schneeberger (1530–1581; Catalogus stirpium quarundum latine et polinice conscriptus Cracoviae (1557)); cechy botaniki odrodzenia – przedstawiciele: Marcin z Urzędowa (Herbarz polski, to jest o przyrodzeniu zioł y drzew rozmaitych y innych rzeczy do lekarztw należących (1595)), Szymon Syreniusz (O przyrodzeniu i użyciu ziół (1613)).
4. Okres czwarty (od XVII do XVIII) – słaby rozwój botaniki rozwijającej się głównie pod wpływem mecenatu (np. Leszczyńskich, księżnej Anny Jabłonowskiej, króla Augusta II); powstały: Królewskie Ogrody w Warszawie (ok. 700 roślin; trzecie miejsce w Europie pod względem liczby gatunków; nie przetrwał epoki saskiej), Uniwersytecki Ogród Botaniczny w Krakowie, Ogród Botaniczny przy Królewskiej Szkole Lekarskiej w Grodnie (powstał w 1777), Ogród Botaniczny w Wilnie (1781); przedstawiciele: Marcin Bernhardi („de Bernitz”; katalog roślin Królewskich Ogrodów w Warszawie (1652)), Jean-Emmanuel Gilibert (Flora Lithuanica (1781-82), utworzył Ogród Botaniczny przy Królewskiej Szkole Lekarskiej w Grodnie oraz Ogród Botaniczny w Wilnie), Jan Jonston (Dendrologia (1662, 1796)), ks. Krzysztof Kluk (Dykcjonarz roślinny (1786-88)), Henryk Erndtel (flora okolic Warszawy Viridarium Warsaviense (1730)).
5. Okres piąty (od III rozbioru Polski (1795) do powstania listopadowego (1830/31)) – podział kraju pomiędzy zaborców (Rosja, Prusy, Austria) utrudniał swobodny rozwój nauki (kordony biegnące przez kraj, świadomy ucisk wobec kultury polskiej); brak centralnych centów botanicznych (powstawały osobne w każdym z zaborów, przy czym w zaborze pruskim powstawały jedynie nieliczne prace florystyczne); ośrodki: Uniwersytet Wileński (najsilniejszy i najwcześniejszy; przedstawiciele: Stanisław Bonifacy Judziłł (Flora Lithuanica (1791, 1811), stworzenie Ogrodu Botanicznego w Wilnie (1824, ok. 6,5 tysiąca gatunków)), Jan Wolfgang (1776–1859, atlas litewskich gatunków rdestnic), Stanisław Batys Gorski (florysta, flora Puszczy Białowieskiej)), Liceum Krzemienieckie (zlikwidowany po powstaniu listopadowym (kadra i zbiory przeniesione do Kijowa); przedstawiciele: Willibald Besser (florysta, współzałożyciel Ogrodu Botanicznego), Antoni Andrzejowski (współzałożyciel Ogrodu Botanicznego)), Uniwersytet Warszawski (przedstawiciel: Michał Szubert (anatomia roślin, dendrologia, założyciel (1818) Ogrodu Botanicznego Uniwersytetu Warszawskiego)), Kraków (rozwijał się wcześniej założony (1783) Ogród Botaniczny Uniwersytetu Jagiellońskiego); przedstawiciele: Alojzy Estreicher (dyrektor Ogrodu Botanicznego), Ignacy Rafał Czerwiakowski (autor podręczników do botaniki, dyrektor Ogrodu Botanicznego), Staniwsław Wodzicki (dzieło ogrodniczo-botaniczne O hodowli roślin (1818-1828), w którym pierwszy raz w historii botaniki w Polsce wprowadzono system naturalny), Willibald Besser (Flora Galiciae (1808)).
6. Okres szósty (od 1831 do powstania styczniowego (1863/64)) – brak zmian w kierunkach rozwoju botaniki; zamknięcie głównych ośrodków botaniki w Wilnie i Krzemieńcu; śmierć, przymusowe opuszczenie miejsc pracy (Gorski, Besser, Andrzejowski) lub emigracja botaników (Józef Warszewicz); przedstawiciele w zaborze rosyjskim: Jakub Waga (Flora polska (1847)), Tytus Chałubiński (podręczniki), Szymon Pisulewski (podręczniki), Wojciech Jastrzębowski (działał w Szkole Rolniczej w Marymoncie); przedstawiciele polscy w zaborze pruskim (tylko florystyka): Wojciech Maksymilian Adamski, Brunon Józef Szafarkiewicz, zastępowani stopniowo przez niemieckich: Georg Ritschl; przedstawiciele w zaborze austriackim (Kraków): Ignacy Rafał Czerwiakowski (praca w Ogrodzie Botanicznym Uniwersytetu Jagiellońskiego, podręczniki akademickie, utworzenie pracowni botanicznej, która była zawiązkiem pierwszej szkoły botanicznej – przedstawiciele: Feliks Berdau (florysta), Antoni Rehman (briolog, fitogeograf Polski, Krymu i południowej Afryki), Emil Godlewski (fizjolog roślin), Aleksander Ślendziński (florysta)), Józef Warszewicz (inspektor Ogrodu Botanicznego Uniwersytetu Jagiellońskiego (dzięki niemu poziom Ogrodu był bardzo wysoki – ok. 10 000 roślin (ok. 1863)), podróżnik, ogrodnik, kolekcjoner roślin z Ameryki Południowej i Środkowej); przedstawiciele w zaborze austriackim (Lwów): Aleksander Zawadzki (florysta), Hiacynt Łobarzewski (fitogeograf); przedstawiciele Polaków na emigracji: Michał Hieronim Leszczyc-Sumiński (zapłodnienie i przemiana pokoleń u paproci), Leon Cienkowski (nauka o komórce).
7. Okres siódmy (od powstania styczniowego (1863/64) do I wojny światowej i traktatu wersalskiego (1919)) – pomimo niekorzystnych warunków ekonomicznych i politycznych nastąpił rozkwit botaniki (głównie zabory austriacki i rosyjski, słabiej pruski) i fizjografii; powstały: Towarzystwo Naukowe Warszawskie, Kasa im. Mianowskiego, Komisji Fizjograficznej, Muzeum Akademii Umiejętności, Towarzystwa Przyrodników im. Kopernika (Kosmos), Towarzystwo Botaniczne w Krakowie powstałe na bazie „botanicznych czwartów” (w 1921 przekształcone w Polskie Towarzystwo Botaniczne z siedzibą w Warszawie), Poznańskie Towarzystwo Przyjaciół Nauk; przedstawiciele (Warszawa): Jerzy Aleksandrowicz (zorganizował Ogród Botaniczny w Warszawie), Bronisław Znatowicz (Pamiętnik Fizjograficzny (od 1881)), Eugeniusz Klemens Dziewulski (Pamiętnik Fizjograficzny (od 1881)), Franciszek Błoński (florysta), Ferdynand Karo (florysta), Karol Drymmer (florysta), Antoni Ejsmond (florysta), Bogumir Eichler (florysta), Aleksander Zalewski (florysta), Józef Trzebiński (florysta), Kazimierz Łapczyński (florysta), Władysław Dybowski (florysta), Józef Paczoski (florysta, fitogeograf, geobotanik), January Kołodziejczyk (florysta), Kazimierz Filipowicz (florysta roślin zarodnikowych), Stanisław Chełchowski (florysta roślin zarodnikowych), Zygmunt Wóycicki (fitogeograf, cytolog roślin, Obrazy roślinności Królestwa Polskiego i krajów ościennych (od 1912)), Seweryn Dziubałtowski (fitogeograf, geobotanik); zabór austriacki (najlepszy rozwój nieodbiegający od poziomu światowego) – przedstawiciele (Uniwersytet Jagielloński w Krakowie, Uniwersytet Lwowski, Akademia Rolnicza w Dublanach, Szkoła Praktyczna Gospodarstwa Wiejskiego w Czernichowie, Wyższa Szkoła Lasowa we Lwowie): Józef Rostafiński (światowej sławy monograf śluzowców, historyk botaniki, twórca własnej szkoły botanicznej przy odnowionym przez niego Ogrodzie Botanicznym w Krakowie, Florae Polonicae Prodromus (1872)), Edward Janczewski (mykolog, anatom, monograf porzeczek, założyciel własnej szkoły mykologicznej), Władysław Rothert (anatom, systematyk), Emil Godlewski (badacz oddychania, przemiany materii i asymilacji u roślin, twórca własnej szkoły fizjologicznej – przedstawiciele: Stefan Jentys, Seweryn Krzemieniewski, Adam Prażmowski, Michał Korczewski), Roman Gutwiński (algolog), Marian Raciborski (najwszechstronniejszy, paleobotanik, systematyk, morfolog, fizjolog, ekolog, fitogeograf, organizator Flory Polskiej, florysta Jawy, założyciel szkół botanicznych we Lwowie i Krakowie (1912), założyciel pracowni i Ogrodu Botanicznego w Dublanach pod Lwowem, twórca Instytutu Biologiczno-botanicznego we Lwowie (1908)); floryści i fitogeografowie: Feliks Berdau, Bolesław Kotula, Hugo Zapałowicz, Bronisław Gustawicz, Antoni Rehman, Aleksander Ślendziński; przykładowi pracownicy Ogrodu Botanicznego w Dublanach: Seweryn Krzemieniewski, Bronisław Niklewski, Piotr Wiśniewski; przykładowi pracownicy Instytutu Biologiczno-botanicznego we Lwowie: Jadwiga Wołoszyńska, Flora Lilienfeldówna, Tadeusz Wilczyński, Władysław Szafer; zabór pruski (brak ośrodka akademickiego z wyjątkiem Wyższej Szkoły Rolniczej im. Haliny w Żabikowie, który i tak funkcjonował jedynie sześć lat; nawet badania florystyczne zostały przejęte przez Niemców; prace w oparciu o Poznańskie Towarzystwo Przyjaciół Nauk) – przedstawiciele: ks. Józef Cybichowski, Augustyn Nowicki, Franz Spribille, Valentin Torka, Felicjan Sypniewski, Jerzy Szulczewski; Polacy na emigracji (większość powróciła do Polski po 1918 obejmując katedry w nowo utworzonych szkołach wyższych) – przedstawiciele: Edward Strasburger, Franciszek Kamieński, Marian Raciborski, Bolesław Hryniewiecki, Józef Paczowski, Józef Trzebiński, Jan Muszyński, Stanisław Wisłouch, Kazimierz Bassalik, Adam Maurizio, Józef Rivoli, Konstanty Jelski, Ferdynand Karo.
8. Okres ósmy (od traktatu wersalskiego (1919) do wybuchu II wojny światowej (1939)) – okres odrodzenia i swobodnej organizacji.
9. Okres okupacji hitlerowskiej (od początku (1939) do końca (1945) II wojny światowej) – okres wielkich strat.
10. Okres dziesiąty (od końca II wojny światowej (1945) do czasów obecnych) – trwa obecnie.